# Witton Park

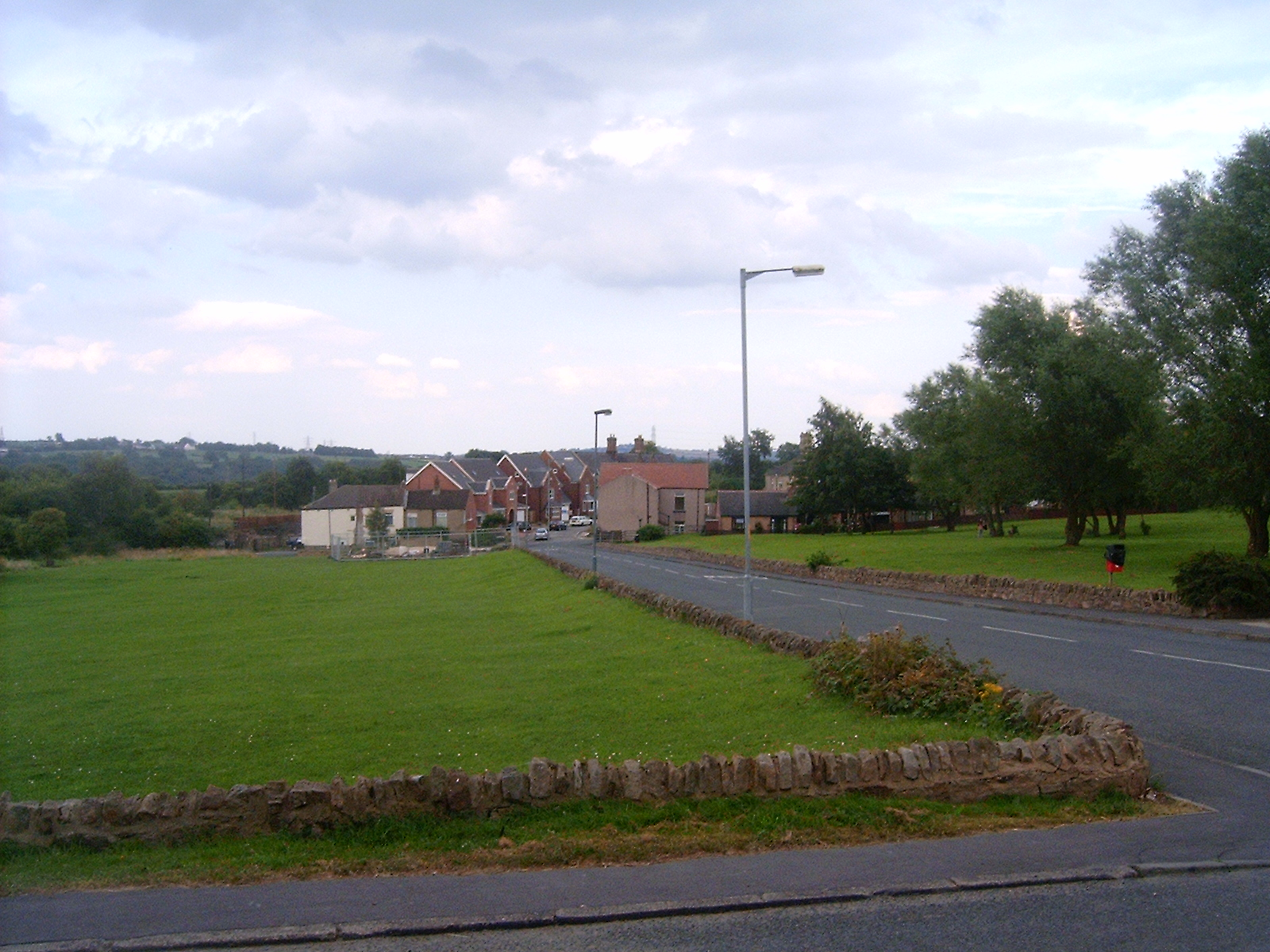
Witton Park.

Witton Park är en by i kommunen Durham i norra England. Den ligger väster om Bishop Auckland. Orten har 384 invånare (2001).